# Subcadeia de caracteres
Uma subcadeia (também chamada substring) de uma cadeia de caracteres {\displaystyle S} é outra cadeia {\displaystyle S'} que ocorre dentro de {\displaystyle S}. Por exemplo, "o melhor dos" é uma subcadeia de "Foi o melhor dos tempos". Não deve ser confundido com subsequência, que é uma generalização de subcadeia. Por exemplo, "Foitempos" é uma subsequência de "Foi o melhor dos tempos", mas não é uma subcadeia.
Prefixo e sufixos são refinamentos de uma subcadeia. Um prefixo de uma cadeia {\displaystyle S} é uma subcadeia de {\displaystyle S} que ocorre no início de {\displaystyle S}. Um sufixo de uma cadeia {\displaystyle S} é uma subcadeia que ocorre no final de {\displaystyle S}.

## Subcadeia
Uma subcadeia (ou fator) de uma cadeia {\displaystyle T=t_{1}\dots t_{n}} é uma cadeia {\displaystyle {\hat {T}}=t_{1+i}\dots t_{m+i}}, onde {\displaystyle 0\leq i} e {\displaystyle m+i\leq n}. Uma subcadeia de uma cadeia é um prefixo de um sufixo da cadeia, e equivalentemente, uma sufixo de um prefixo. Se {\displaystyle {\hat {T}}} é uma subcadeia de {\displaystyle T}, também é uma subsequência, que é um conceito mais geral. Dado um padrão {\displaystyle P}, você pode encontrar suas ocorrências em uma cadeia {\displaystyle T} com um algoritmo de busca por cadeias de caracteres. Encontrar a maior cadeia que é igual a subcadeia de duas ou mais cadeias é conhecido como o problema da maior subcadeia comum.
Exemplo: a cadeia ana é igual às subcadeias (e subsequências) de banana em duas diferentes posições:
```
banana
 |||||
 ana||
   |||
   ana
```

Na literatura matemática, substrings também são denominadas subpalavras (na América) ou fatores (na Europa).
Não incluindo a subcadeia vazia, o número de subcadeias de uma cadeia de tamanho {\displaystyle n} onde os símbolos ocorrem apenas uma vez, é o número de maneiras de escolher dois lugares distintos para os símbolos inicial/final da subcadeia. Incluindo o início e o final da cadeia, existem {\displaystyle n+1} de tais lugares. Então, existem {\displaystyle {\tbinom {n+1}{2}}={\tfrac {n(n+1)}{2}}} subcadeias não-vazias.

## Prefixo
Um prefixo de uma cadeia {\displaystyle T=t_{1}\dots t_{n}} é uma cadeia {\displaystyle {\widehat {T}}=t_{1}\dots t_{m}}, onde {\displaystyle m\leq n}. Um prefixo adequado de uma cadeia não é igual a própria cadeia ({\displaystyle 0\leq m<n}); adicionalmente, algumas fontes restringem um prefixo adequado a ser não-vazio ({\displaystyle 0<m<n}). Um prefixo pode ser visto como um caso especial de uma subcadeia.
Exemplo: A cadeia ban é igual ao prefixo (e subcadeia e subsequência) da cadeia banana:
```
banana
|||
ban
```

O símbolo de subconjunto quadrado é, às vezes, usado para indicar um prefixo, logo {\displaystyle {\widehat {T}}\sqsubseteq T} denota que {\displaystyle {\widehat {T}}} é um prefixo de {\displaystyle T}. Isto define uma relação binária sobre cadeias, chamada relação de prefixos, que é um tipo particular de ordem de prefixos.
Na teoria de linguagens formais, o termo prefixo de uma cadeia também é comumente entendido por ser o conjunto de todos os prefixos de uma cadeia, com respeito àquela linguagem. Veja o artigo em operações sobre cadeias para mais detalhes.